# Pseudocrenilabrinae
Pseudocrenilabrinae è una sottofamiglia di pesci d'acqua dolce appartenente alla grande famiglia Cichlidae che, secondo uno studio del 2004 comprende tutte le specie di Ciclidi diffuse in Africa e nel Medio Oriente ad eccezione di Heterochromis multidens.

## Generi

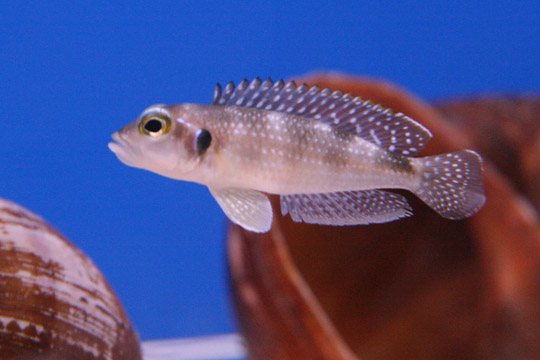
Lamprologus meleagris

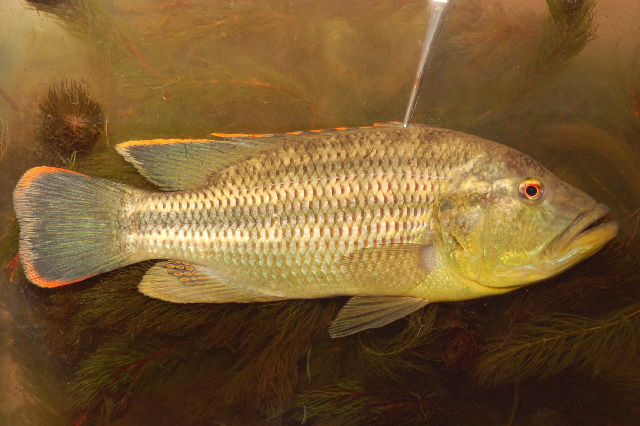
Serranochromis robustus

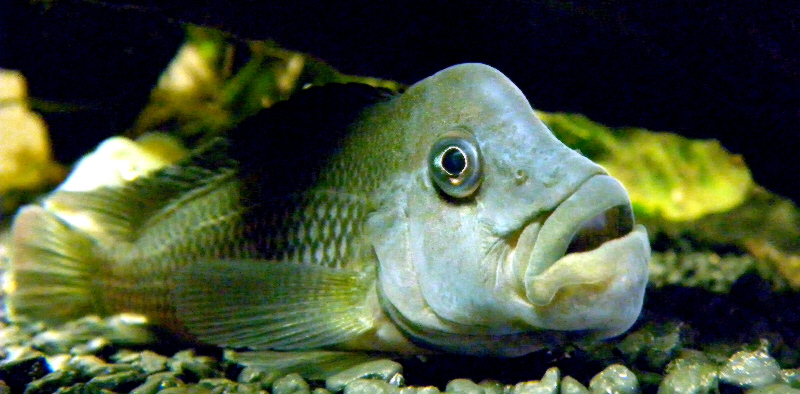
Steatocranus gibbiceps

La sottofamiglia comprende 150 generi:
- Abactochromis
- Alcolapia
- Altolamprologus
- Anomalochromis
- Aristochromis
- Astatoreochromis
- Astatotilapia
- Alticorpus
- Aulonocara
- Aulonocranus
- Baileychromis
- Bathybates
- Benitochromis
- Benthochromis
- Boulengerochromis
- Buccochromis
- Callochromis
- Caprichromis
- Cardiopharynx
- Chalinochromis
- Champsochromis
- Cheilochromis
- Chetia
- Chilochromis
- Chilotilapia
- Chromidotilapia
- Copadichromis
- Corematodus
- Ctenochromis
- Ctenopharynx
- Cunningtonia
- Cyathochromis
- Cyathopharynx
- Cyclopharynx
- Cynotilapia
- Cyphotilapia
- Cyprichromis
- Cyrtocara
- Danakilia
- Dimidiochromis
- Diplotaxodon
- Docimodus
- Eclectochromis
- Ectodus
- Enantiopus
- Eretmodus
- Exochochromis
- Fossorochromis
- Genyochromis
- Gephyrochromis
- Gnathochromis
- Gobiocichla
- Grammatotria
- Greenwoodochromis
- Haplochromis
- Haplotaxodon
- Hemibates
- Hemichromis
- Hemitaeniochromis
- Hemitilapia
- Hoplotilapia
- Interochromis
- Iodotropheus
- Iranocichla
- Julidochromis
- Konia
- Labeotropheus
- Labidochromis
- Lamprologus
- Lepidiolamprologus
- Lestradea
- Lethrinops
- Lichnochromis
- Limbochromis
- Limnochromis
- Limnotilapia
- Lithochromis
- Lobochilotes
- Macropleurodus
- Maravichromis
- Maylandia
- Mbipia
- Mchenga
- Melanochromis
- Microchromis
- Myaka
- Mylochromis
- Naevochromis
- Nanochromis
- Neochromis
- Neolamprologus
- Nimbochromis
- Nyassachromis
- Ophthalmotilapia
- Oreochromis
- Orthochromis
- Otopharynx
- Pallidochromis
- Paracyprichromis
- Paralabidochromis
- Parananochromis
- Pelmatochromis
- Pelvicachromis
- Perissodus
- Petrochromis
- Petrotilapia
- Pharyngochromis
- Placidochromis
- Platytaeniodus
- Plecodus
- Protomelas
- Pseudocrenilabrus
- Pseudosimochromis
- Pseudotropheus
- Pterochromis
- Pundamilia
- Pungu
- Pyxichromis
- Reganochromis
- Rhamphochromis
- Sargochromis
- Sarotherodon
- Schubotzia
- Schwetzochromis
- Sciaenochromis
- Serranochromis
- Simochromis
- Spathodus
- Steatocranus
- Stigmatochromis
- Stomatepia
- Taeniochromis
- Taeniolethrinops
- Tangachromis
- Tanganicodus
- Teleogramma
- Telmatochromis
- Thoracochromis
- Thysochromis
- Tilapia
- Tramitichromis
- Trematocara
- Trematochromis
- Trematocranus
- Triglachromis
- Tristramella
- Tropheus
- Tylochromis
- Tyrannochromis
- Variabilichromis
- Xenochromis
- Xenotilapia